# Megasaray Hotels Open 2 2025
Il Megasaray Hotels Open 2025 2 è un torneo professionistico di tennis femminile giocato sul cemento. È la 3ª edizione del torneo, facente parte della categoria WTA 125 nell'ambito del WTA 125 2025. Si è giocato al Megasaray Tennis Academy di Adalia in Turchia dal 25 al 30 marzo 2025. Questa è stata la seconda di una serie di tre eventi consecutivi che si sono giocati nella stessa località.

## Partecipanti al singolare

### Teste di serie
| Nazionalità | Giocatrice             | Ranking* | Testa di serie |
| ----------- | ---------------------- | -------- | -------------- |
| Serbia      | Olga Danilović         | 41       | 1              |
| Spagna      | Jéssica Bouzas Maneiro | 58       | 2              |
|             | Kamilla Rachimova      | 77       | 3              |
| Svizzera    | Jil Teichmann          | 96       | 4              |
| Argentina   | María Carlé            | 97       | 5              |
| Romania     | Anca Todoni            | 100      | 6              |
| Croazia     | Petra Martić           | 112      | 7              |
| Cina        | Wei Sijia              | 117      | 8              |

* Ranking al 17 marzo 2025.

### Altre partecipanti
Le seguenti giocatrici hanno ricevuto una wild card per il tabellone principale:
- Çağla Büyükakçay
- Anastasija Gur'eva
- Adelina Lachinova
- İpek Öz

Le seguenti giocatrici sono passate dalle qualificazioni:
- Sinja Kraus
- Noma Noha Akugue
- Elena Pridankina
- Tat'jana Prozorova

La seguente giocatrice è entrata in tabellone come lucky loser:
- Tamara Zidanšek

### Ritiri
Prima del torneo
- Anca Todoni → sostituita da  Tamara Zidanšek

## Partecipanti al doppio

### Teste di serie
| Nazione  | Giocatrice             | Nazione     | Giocatrice         | Rank1 | Teste di serie |
| -------- | ---------------------- | ----------- | ------------------ | ----- | -------------- |
| Spagna   | Yvonne Cavallé Reimers | Italia      | Angelica Moratelli | 146   | 1              |
| Giappone | Nao Hibino             | Giappone    | Makoto Ninomiya    | 163   | 2              |
| Belgio   | Magali Kempen          | Regno Unito | Maia Lumsden       | 172   | 3              |
|          | Amina Anšba            |             | Elena Pridankina   | 184   | 4              |

* Ranking al 17 marzo 2025.

### Altre partecipanti
La seguente coppia di giocatrici ha ricevuto una wild card per il tabellone principale:
- Ayla Aksu /  İpek Öz

## Campionesse

### Singolare
Olga Danilović ha sconfitto in finale  Victoria Jiménez Kasintseva con il punteggio di 6-2, 6-3.

### Doppio
María Carlé /  Simona Waltert hanno sconfitto in finale  Maja Chwalińska /  Anastasia Dețiuc con il punteggio di 3-6, 7-5, [10-3].